# シャイニング・ティアーズ・クロス・ウィンド
『シャイニング・ティアーズ・クロス・ウィンド』（Shining Tears X Wind）は、スタジオディーン制作の日本のテレビアニメ。2007年4月より6月までUHF各局で放送された。全13話。
ゲーム『シャイニング・ウィンド』の物語を基に『ウィンド』の前作『シャイニング・ティアーズ』の主要キャラクター・エピソードを織り交ぜている。声優は『ウィンド』と『ティアーズ』の声優陣が異なっている。ゲームとアニメの違いは『ウィンド』では主人公がキリヤであるのに対し、本作ではソウマが主人公であるということ・現実世界のシーンがあり、ソウマ達は高校生であることなど。

## あらすじ
聖ルミナス学園の高等部生徒会副会長の秋月蒼真は、町で相次ぐ「神隠し事件」が校内でも起こり、同じ生徒会メンバーの西園寺と蛭田も行方不明となったことで、呉羽、霧谷、椎名と事件について調べていた。
事件解明のため休日に集まる予定だったが霧谷と椎名が遅刻し、蒼真と呉羽の2人だけで学校にいたその時、学校に突如、狼男と謎の少女マオが現れる。2体の戦いに巻き込まれた蒼真と呉羽は、やがて謎の場所に飛ばされてしまう。そこは獣人やモンスターが住む異世界「夢幻大陸エンディアス」だった。

## 登場人物
ゲームとは違う声優が演じているキャラクターもいる。

### 現実世界（エルデ）
秋月 蒼真（あきづき そうま） / ソウマ
声 - 保志総一朗
本作の主人公。17歳。聖ルミナス学園高等部3年生で生徒会副会長。スポーツ万能で喧嘩も強いが部活には所属していない。容姿の良さからか女子生徒に人気はあるが、当の蒼真本人は呉羽に一途に想いを寄せている。狼男との戦いの最中、エンディアスに飛ばされる。心剣士。ゼロの言葉を彼なりに理解して世界の監視者として自分の出来ることをし中立の立場で行動することになる。ゼロから双竜の指輪の片方を預けられ、監視者として行動しているためキリヤ達とは別に行動している。キリヤとトライハルトを止められなかったことを後悔したが、ゼロとかつての仲間「ヴァイスリッター」のことを知り、自らの意思をより強固のものとし、「ヴァイスリッター」の一員になることを決意。ゼロたちの希望でマオ不在中の団長代行となった。その後マオと合流した後も団長代理は続行に満場一致で決まった。
全てが終わった後はキリヤ達とエルデに帰ろうとしたが、マオの悲しげな表情を見てヴァイスリッターとしてエンディアスに残り、仲間達と共に戦っている。
呉羽 冬華（くれは とうか） / クレハ
声 - 堀江由衣
17歳。聖ルミナス学園高等部3年生で生徒会書記。容姿端麗で弓道部の主将でもある。実家は神社で巫女をやっている。第1話で狼男が校内を壊していた時に「お祖父様の創った学園を」と言っていたことから分かるとおり学園長の孫である。なお、現学園長はクレハの母である（アナザーリンク鬼封じの剣士より）。エルデに現れた狼男との戦いの最中、蒼真と共にエンディアスに飛ばされる。ソウマの最初のパートナーで心剣の持ち主だったが、クレハの心がキリヤにあると知ったソウマは彼女をキリヤに押し付ける。キリヤに想いを寄せているようだが、キリヤとゼクティの関係を見守っている様子。心剣名は霊剣「雪月花」。心剣はそれを引き抜く心剣士によって変わり、ソウマの場合は雪月花だがキリヤの場合は霊剣「日輪烈光」となる。
全てが終わった後はエルデに帰った。
霧谷 魁斗（きりや かいと） / キリヤ
声 - 石田彰
17歳。聖ルミナス学園高等部3年生で剣道部。生真面目で煮え切らず、内にこもってしまうところがあり、潜在能力を発揮しきれていない。生徒会役員では無いが蒼真や椎名に連れられ、いつも生徒会室にいる。椎名とは幼馴染で鈍感な所がある。椎名と共にエンディアスに飛ばされる。エンディアスで独立傭兵騎士団「ルミナス・ナイツ」の筆頭騎士となった。心剣士。ゼクティに並々ならぬ想いを抱いていたようで、ゼクティを手にかけてしまったことを悔やみ落ち込んで塞ぎ込んでしまった。その後、リーベリアへ上陸した際に光風館へと戻り、ソウマ達と合流した。ソウマから「希望」を受け取り立ち直る。ソウマが究極心剣を抜くための聖杯である。
全てが終わった後はエルデに帰った。
椎名 夏音（しいな かのん） / シーナ
声 - 水樹奈々
17歳。聖ルミナス学園高等部3年生で生徒会副会長。女子フェンシング部主将。活発で何事も前向き。霧谷とは幼馴染で蒼真とは口ゲンカ友達。何らかの経緯で霧谷と共にエンディアスに飛ばされ、蒼真と再会する。キリヤのパートナー。ルミナス・ナイツの団長。彼女の心剣は砲剣「ブレイドカノン」で、剣とライフル銃の二つの性能を持つ。
全てが終わった後はエルデに帰った。
西園寺 春人（さいおんじ はると） / トライハルト
声 - 置鮎龍太郎
18歳。聖ルミナス学園高等部3年生で生徒会会長。剣道部の主将でもある。西園寺コンツェルンの後継者で完璧主義者。霧谷の潜在能力を見抜いており、その素質を含め霧谷本人を気に入っている。「神隠し事件」の被害に遭い、行方不明になる。その後、ベイルガルド皇帝トライハルトを名乗り（母方の姓が「虎井」のため）、キリヤ達の敵として再会する。心剣士。
ソウマにキリヤにとっての「希望」を預ける。その後、キルレインと裏切ったヒルダレイアに捕らわれて、神器の装置の一部にされてしまった。元の人格を取り戻したヒルダによって助け出されてソウマ達と共闘することになる。
全てが終わった後はヒルダと共に償いとしてエルフの森が再生するまでエンディアスに残ることを決めた。
蛭田 麗亜（ひるだ れいあ） / ヒルダレイア
声 - 佐久間紅美
16歳。聖ルミナス学園高等部2年生で生徒会会計。科学部にも所属している。西園寺と共に行方不明になる。その後トライハルト四皇剣の一人、豪華の錬金術士としてキリヤ達と再会するも性格は大分変わってしまっている。実は二重人格になっており、闇の力から自分の心を守るために自らそうなった。その時の冠名は業火の錬金術師。表の人格はメガネが無いと見えないメガネっ娘である。箒のような形をした兵器「魔導砲機アゾス」に乗って移動する。人格が変わっても、その時の記憶は残っている。闇の力をもろにうけ裏の人格が表にでてきてトライハルトを裏切りキルレインと共に行動している。裏のヒルダはダークな性格の人物がタイプらしい。裏の人格に精神を完全に支配されそうになっていたが、裏の人格を司る心剣である妖獣剣「ミストルティン」をキリヤとソウマによって破壊され、元の人格を取り戻した。トライハルトが究極心剣を抜くための聖杯である。
全てが終わった後はトライハルトと共にエンディアスに残った。

### ヴァイスリッター
ゼロ
声- 保志総一朗
18歳。謎の少年。白と黒の羽を持つ。両手に双竜の指輪をしている。ソウマとクレハがエンディアスに飛ばされる際にゼロが現れ「僕の代わりに世界を」と発言していることから世界を救う後継者を探している様子。シュマリ達によって勢力に巻き込まれたソウマを、アストラル界に引き寄せ、指輪を渡し監視者の役割を託す。
彼はかつて「シオン」という名で「ヴァイスリッター」の一員として戦っていたが、仲間であるリュウナを救うために彼女に宿っていた「ゼロボロス」を自らに移し変えた結果、豹変してしまいラザラスを殺害した。白い羽は、豹変後正気を取り戻したこの世の秩序たる「シオン」の象徴で、黒い羽は混沌たる「ゼロボロス」を象徴したもの。その後人間であることを止め「ゼロ」と名乗りリュウナとラザラスを蘇らせる。かつての仲間でこの事件の真実を知らないのはマオだけで、本人もマオに会うことだけは避けていた。
マオ
声 - 斎藤千和
18歳。ゼロの昔の仲間でビーストクォーター（獣人と人間のハーフ）。ゼロを探しにソウマ達の世界に来たが、狼男も一緒に連れてきてしまった。持っていた鏡の力が発動してエンディアスに飛ばされるがソウマ達とはぐれてしまう。「ヴァイスリッター」の団長。エンディアスに戻った後はベスティアで、団員を率いて活動していた。後にベスティアでクレハと再会。ゼロとソウマを探す旅に出る。そしてソウマ達と再び出会い真実を知り、シオンも戦っていることを知って自分も頑張ることを誓う。そしてソウマの心剣の6人目のパートナーになる。彼女の心剣は炎系の「獅子王焔武」。
すべてが終わった後、ソウマ達はエルデに帰ることになったが、エルデに転送される直前、突如ソウマがエンディアスに残ることに決めたのは彼女の悲しげな表情を見たためである。
エルウィン
声 - 広橋涼
118歳。ゼロの昔の仲間でエルフ族。ゼロを探しており、ゼロが力を悪い方向に使った時彼を殺すと言っていた。ソウマの3人目のパートナーとなり、彼女の心剣は雷系の風雷剣「ブリッツブリンガー」。
彼女はゼロの凶行の理由を知っているので、ゼロの力が悪い方というのは、黒の翼の象徴であるゼロボロスが暴走して以前の悲劇を生み出さないためと予想される。眠ることが大好き。肝心なことをよく言い忘れる。かつてヴァレリアの浜辺に漂着したゼロを救った人物でもある。
ブランネージュ
声 - 川澄綾子
18歳。ゼロの昔の仲間でクールな性格の氷の魔導師。家も氷のかまくらで、シャワーも氷である。ソウマの心剣の4人目のパートナーになる。その心剣は持つのも辛い位冷たい氷雪系の氷雪剣「グラスディアマンド」。その力は敵の心剣の刃を氷付かせ刃諸とも粉砕する。
リュウナ
声 - 福圓美里
18歳。ゼロの昔の仲間で巫女。ゼロの意思を受け、ソウマを信じ抜いている。ソウマの2人目のパートナーで心剣名は聖龍剣「アマノムラクモ」。アンデッド系に有効な力を持つ。
かつてその身に「ゼロボロス」を宿しており、それを封じるために自らシオンの剣で貫かれ死んだが、その後ゼロとなったシオンによって蘇った。
タイトルロゴに使用されているのは彼女が持つ杖である。
ラザラス
声 - 園部好德
18歳。ゼロの昔の仲間で竜人族。ゼロの意思を受け、ソウマを命がけで守ると誓った。後にソウマの心剣の5人目のパートナーとなる。心剣は聖龍刀「逆鱗金剛」。その力は硬質のミスリルさえも断つことが出来る。
リュウナから「ゼロボロス」を自身の体に移し変えた結果豹変したシオンに殺害されるが、リュウナ同様ゼロとなったシオンによって蘇った。

### セイラン
シュマリ
声 - 太田哲治
セイランの宰相。種族はフォックスリンク。エルフの王女を暗殺しフィリアスの王子・カリスに呪いをかけた張本人。しかしエルフの王女の暗殺をフィリアスの仕業としカリスの呪いを天罰ということにしていた。フィリアスとの戦いの理由はホウメイを始末するため。ホウメイによりシュマリが全ての元凶である事が明かされる。ソウマ達に追い詰められクレハを人質に取るが、脱走される。その後、ソウマによって暗殺されそうになるが間一髪の所でエンウに助けられる。ソウマを返り討ちにして処刑しようとするが、その直後にベイルガルド軍の突然の砲撃により死亡。追い詰められると焦る、計算外の事が起きると何もできなくなるなど、精神力はかなり弱い。
ライヒ
声 - 今村直樹
五獣将の一人。豪楽開放な性格。種族は虎獣人。
バソウ
声 - 坂熊孝彦
五獣将の一人。無口で常に仏頂面。種族はケンタウロス。
エンウ
声 - 田中一成
五獣将の一人。融通が利かず堅物。種族は鳥人。
コウリュウ
声 - 河本邦弘
セイラン五獣将の一人。普段は話のわかる老人だが、実はかなりの酒豪でエンウ曰く「宴の席は血の海になる」位強くなるらしい。種族は亀龍人。
ヒョウウン
声 - 安元洋貴
五獣将の一人。ホウメイとともにルミナスナイツの一員となっている。ホウメイを「姐さん」と呼ぶ。
全てが終わった後にロウエンが再び旅に出たので国王代理としてセイランのトップになった。
ホウメイ
声 - 斎藤千和
かつて世界を滅ぼそうとしたことのある仙女。セイランの巫女。種族はドラゴネレイド。今は独立傭兵騎士団「ルミナス・ナイツ」の軍師でフィリアスにいる。カリスの呪いを解いた。少女のような外見だが3000年以上生きており、老練な性格をしている。
ロウエン
声 - 松岡大介
ソウマたちがエンディアスで初めて出会った獣人。種族はウルフリング（狼獣人）。ソウマたちをセイランへ連れて行った。実はセイランの王で、五獣将を束ねるリーダー。

### フィリアス
クララクラン・フィリアス
声 - 川澄綾子
フィリアスの王女。フィリアスの巫女でもある。フィリアスがベイルガルドに征服されたのでセイランに身を寄せていた。カリスが王になる事を決めたのを見て自分もカリスの盾になり支えることを誓い、巫女としての力に目覚める。
カリス・フィリアス
声 - 庄司宇芽香
クララクランの弟。シュマリに呪いをかけられていた。その後、シーナ達との旅を通じて成長し王になることを決意する。
神器を封印し、キリヤ達がエルデに帰還した後に国に帰り、王として即位した。
ライデル
フィリアスの司祭。ベイルガルドのアンデッド軍団との戦闘中にソウマに助けられた。
レオン・フィリアス
声 - 安元洋貴
フィリアスの第一王子だが、すでに死亡している。過去にキルレイン、ジンクロウと共に平和を誓い合っていたがシュマリに妨害される。バルムンクという剣を持っていた。

### ベイルガルド（前：アストライア）
ゼクティ・アイン
声 - 桑島法子
四皇剣の一人で、皇帝親衛隊ヴァイスクロイツ（白い十字）隊長。種族はエルフ。
彼女はヒルダレイアが、エルフ族を救うために古代兵器から作り出した人工生命体である。人工生命体を作り出す際、セレスティアの遺伝子を使用したので、キルレインは彼女を妹として扱っていた。トライハルトとキリヤの戦いの最中、間に入って戦いを止めるために命を落とす。その時にトライハルトをこの世界の希望、キリヤを自分の未来・希望、風になってこれからの2人を見守ると言いこの世を去る。その後、「希望」の可能性としてヒルダレイアが分子再生させてソウマからキリヤに託された。エルフの聖地で魂だけの存在になったセレスティアと出会い、風の精霊王によって天風の塔の巫女の資格を得た。キリヤが究極心剣を抜くための聖杯である。
ヒルダレイアによって量産されたゼクティ・ツヴァイがいる。なお、アインはドイツ語で1、ツヴァイは2のことである。
ジード
声 - 安元洋貴
四皇剣の一人で、暗黒騎士団の団長。不死身の肉体を持つ魔剣士。
その正体は死亡したフィリアス第一王子レオンがベイガルドによって復活させられた姿である。持っている剣は聖鎧剣バルムンク。ソウマとの戦闘でマオの心剣「獅子王焔武」の攻撃を受け、レオンの姿となって消えていった。
キルレイン
声 - 近藤隆
四皇剣の一人。種族はダークエルフ。敵が降伏しないだけで無関係な住民ごと攻撃するなど残虐な性格。
セレスティアの実の兄で、セレスティアの遺伝子情報を使ったゼクティを妹として扱っていた。トライハルトとキリヤの戦いを止めようとしたゼクティが消滅した際、妹を二度失ったことで心を闇に染め妹のいない世界の破滅を願った。その結果ベイガルドは氷に包まれた。
その後ソウマ達と再会した際、闇の神器の力によって蘇った妖魔王エルファーレンに精神を乗っ取られ、妖魔王の蛹に取り込まれてしまった。ソウマ達の究極心剣によってエルファーレンは倒されたが、キルレインの体はすでに失われていた。全てが終わった後、今までの行いの償いとして、セレスティアと共にリーベリアの負のソウルを封印した扉の番人となった。
持っている剣は魔法剣ガラティンで、大剣の中央部に設置された大砲から魔力による衝撃波を放つ。なお他の心剣とは異なり斬る、突くなどの剣としての性能は持っていない。
セレスティア
声 - 桑島法子
アストライアの女王でキルレインの妹。天風の塔の巫女。シュマリの計略によって殺された。その後、ヒルダレイアによってゼクティとして蘇る。ゼクティは古代兵器にセレスティアの遺伝子情報を使っただけなので、セレスティアの記憶はおぼろげでほとんどないに等しい。
エルフの聖地に魂だけ存在していたが、ゼクティと出会って行動を共にする。全てが終わった後、同じく魂だけの存在となったキルレインと共に封印の扉の番人となった。

### その他
ジンクロウ
声 - 斧アツシ
謎の鳥人。ベイルガルドでキルレインと一緒にいたが仲間ではない。キルレインの残虐な行動を良く思っておらず、キリヤ達に古代兵器の在り処を教えて去って行った。後に再びキリヤ達と合流、行動を共にしている。昔はキルレイン、レオンと共に平和を誓い合って目指していたがシュマリの策略で儚くも破れた。
久遠の森の詠み手
声 - 桑島法子
話の始めに語りをする謎の女性。
ラッシィ
声 - 斎藤千和
ソウマ達が、トライハルトから希望を受け取って脱出する際に出会い、その後行動を共にしている謎の生物。特にソウマに懐いている。エルフ族であるエルウィンとは言葉が通じるようだ。王族など少数にしか知られていないエルフ族の聖地を知っている。
その正体は風の精霊王という上級精霊である。
エルファーレン
闇の神器の力によって蘇った妖魔王。全身は鎧のような殻に覆われており、蛾のような羽が付いている。ソウマ達の究極心剣によって倒され、再び封印される。

## 用語
心剣
その名の通り心の剣。想いの通じた相手の心が結晶化し剣の形となった物。威力は獣人を一撃で倒すほど。心に反応する剣でもあり、パートナーが心剣を出すことを拒絶したり、相手の心が弱くなると心剣は消えてしまう。心剣の形や性能は人によって違う。使う時は、心剣士がパートナーの体から引き抜くが、パートナーにとってそれは快感であるような表現がされている。友情であれ愛情であれ、心剣士のことを信頼している人物でさえあれば、性別・種族を問わず、他の心剣士であったとしても、パートナーになれる。心剣の上位として究極心剣と呼ばれる物が存在する。
心剣士（ソウルブレイダー）
「大いなる異変が起こる時、エルデから心剣士が現れてこの世界の救世主となる」という伝説があり、前述の通りエンディアスを救う心剣を使う者達。
カオスゲート
モンスターや妖魔達の根源とも言える時限の裂け目。一節には、「人の歪んだ想いが集まった世界の傷」とも言われている。異常気象のせいでさらにカオスゲートが増え続け獣人達は毎日被害に遭っている。心剣ならば、容易に塞ぐことができる。
聖杯
聖杯があればエンディアスから元の現実世界に戻れると言われている。実は、究極心剣を抜くことができる心剣士のパートナーのことである。トライハルトはヒルダレイア、キリヤはゼクティ(ゲームの場合は他のパートナーでも可能）、ソウマはキリヤ。
アストラル界
ソウマとクレハがエンディアスに来る寸前にゼロと出会った場所。現実世界とエンディアスの狭間にある世界（鏡の破片のような物が無数に散らばっている）。
双竜の指輪
ゼロがはめている一対の指輪。『シャイニング・ティアーズ』では片方がシオンの左手の人差し指から外せないことになっている。
片方はソウマに託され、もう片方をゼロがはめている。
ゼロ曰く「混沌の象徴」。
天風の塔
リーベリア地方に風を吹かす塔。この塔によって風が吹かれ、自然が多いエルフ族の国では欠かせない存在である。
その場所はエルフ族のごく一部の王族しか知らない。
ヴァイスリッター
世界を破滅させるかもしれない戦争を阻止するために戦ったチームで、正式名は「遊撃傭兵騎士団ヴァイスリッター」。初期メンバーはシオン（ゼロ）、エルウィン、神父（名は不明）、獣人（名は不明）の4人で、後にマオ（団長）、ブランネージュ、リュウナ、ラザラスが加わり総勢8名となり戦争終結後は解散となったがソウマの加入により再結集された。

### リーベリア地方
通商連合国家セイラン
リーベリア地方三国のうちの一つの獣人の国。現在はベイルガルドと交戦中。
聖フィリアス王国
セイランの東にある人間の国。シュマリの陰謀でセイランと争うもロウエンのお陰で国交は回復したが、ベイルガルドに攻め込まれた。
アストライア
セイランの北にあるエルフ族の国。ベイルガルドに吸収合併された。
魔装錬金帝国ベイルガルド
トライハルトがアストライアを吸収して建国した帝国。古代兵器を発掘し利用したファンタジー世界に似つかわしくない科学兵器を保有し、アンデッドなどを従えている。皇帝トライハルトを筆頭に、四皇剣を従えている。そして四皇剣それぞれがトライハルトの心剣パートナーである。ゼクティ＝剣帝エクセリオン、ジード＝聖鎧剣バルムンク、ヒルダレイア＝妖獣剣ミストルティン、キルレイン＝魔砲剣ガラティンがいる。死んだも同然のエルフ達を改造して兵士としている。

## スタッフ
- 原作・製作 - セガ
- 企画・原案 - 澤田剛
- 監督 - わたなべひろし
- シリーズ構成・脚本 - まさきひろ
- キャラクター原案 - Tony
- キャラクターデザイン - 江森真理子、番由紀子
- 総作画監督 - 江森真理子（第3-12話）
- プロップデザイン - 石川洋一
- 武器デザイン - 岡辰也
- 美術監督 - 三木美千代
- 色彩設計 - 松本真司
- 撮影監督 - 近藤慎与
- 編集 - 松村正宏
- 音響監督 - みさわあやこ
- 音楽 - 羽岡佳
- プロデューサー - 中山雅弘
- アニメーションプロデューサー - 豊住政弘
- アニメーション制作 - Studio DEEN

## 主題歌
オープニングテーマ「Shining Tears」
作詞 - 近藤ナツコ / 作曲・編曲 - たかはしごう / 歌 - 保志総一朗
エンディングテーマ「光のシルエット」
作詞 - 国分友里恵 / 作曲・編曲 - 岩本正樹 / 歌 - 保志総一朗

## 各話リスト
| 話数       | サブタイトル | 絵コンテ       | 演出     | 作画監督            |
| ---------- | ------------ | -------------- | -------- | ------------------- |
| EPISODE 1  | 現代×異世界  | わたなべひろし | 渡辺正樹 | 江森真理子 番由紀子 |
| EPISODE 2  | 心×剣        | 藤原良二       | 神保昌登 | 胡陽樹              |
| EPISODE 3  | 友×恋        | 中山岳洋       | 岡嶋国敏 | 波風立流            |
| EPISODE 4  | 使命×仲間    | 渡辺正樹       | 渡辺正樹 | 南伸一郎            |
| EPISODE 5  | 妖精×妖精    | 名村英敏       | 濱崎義浩 | 丸藤広貴            |
| EPISODE 6  | 熱砂×氷雪    | 中山ひばり     | 吉田俊司 | 門智昭 金順淵       |
| EPISODE 7  | 風×涙        | 藤原良二       | 神保昌登 | 萩原弘光 胡陽樹     |
| EPISODE 8  | 白騎士×零    | 小滝礼         | 岡嶋国敏 | 番由紀子 岩岡優子   |
| EPISODE 9  | 絶望×希望    | 渡辺正樹       | 渡辺正樹 | 南伸一郎            |
| EPISODE 10 | 再会×絆      | 藤原良二       | 神保昌登 | 門智昭              |
| EPISODE 11 | 精霊×魔女    | 名村英敏       | 和田卓也 | 和田卓也            |
| EPISODE 12 | 光×闇        | 藤原良二       | 吉田俊司 | 萩原弘光 胡陽樹     |
| EPISODE 13 | 世界×心      | 渡辺正樹       | 渡辺正樹 | 江森真理子 番由紀子 |

## 放送局
| 放送地域   | 放送局           | 放送期間                      | 放送日時                     | 放送区分       | 備考             |
| ---------- | ---------------- | ----------------------------- | ---------------------------- | -------------- | ---------------- |
| 東京都     | TOKYO MX         | 2007年4月7日 - 6月30日        | 土曜 1:30 - 2:00（金曜深夜） | 独立局         |                  |
| 千葉県     | チバテレビ       | 2007年4月8日 - 7月1日         | 日曜 1:35 - 2:05（土曜深夜） | 独立局         |                  |
| 神奈川県   | テレビ神奈川     | 2007年4月8日 - 7月1日         | 日曜 2:30 - 3:00（土曜深夜） | 独立局         |                  |
| 埼玉県     | テレビ埼玉       | 2007年4月10日 - 7月3日        | 火曜 2:00 - 2:30（月曜深夜） | 独立局         |                  |
| 京都府     | KBS京都          | 2007年4月11日 - 7月4日        | 水曜 1:30 - 2:00（火曜深夜） | 独立局         |                  |
| 兵庫県     | サンテレビ       | 2007年4月11日 - 7月4日        | 水曜 2:10 - 2:40（火曜深夜） | 独立局         |                  |
| 広島県     | 広島ホームテレビ | 2007年4月11日 - 7月4日        | 水曜 2:16 - 2:46（火曜深夜） | テレビ朝日系列 |                  |
| 中京広域圏 | メ〜テレ         | 2007年4月12日 - 7月5日        | 木曜 3:08 - 3:38（水曜深夜） | テレビ朝日系列 | [ 2 ]            |
| 日本全域   | AT-X             | 2007年12月7日 - 2008年2月29日 | 金曜 10:30 - 11:00           | CS放送         | リピート放送あり |

## 関連商品

### 設定資料集
シャイニング・ティアーズ ビジュアル設定資料集
編集：エンターブレイン ファミ通書籍編集部 ISBN 4-7577-2234-6
シャイニング・ウィンド ビジュアル設定資料集
編集：エンターブレイン ファミ通書籍編集部 ISBN 978-4-7577-3760-0
Shining Tears X Wind オフィシャルファンブック
編集：宙出版 ISBN 978-4-7767-9451-6

### 音楽CD
Shining Tears X Wind Original Soundtrack
レーベル: WAVE MASTER ASIN B000WP2D26

### DVD
レーベル：メディアファクトリー
シャイニング・ティアーズ・クロス・ウィンド Vol.1
時間：75分 収録話：第1 - 3話 初回限定版 ASIN B000PD2FL4 通常版 ASIN B000PD2FLE
シャイニング・ティアーズ・クロス・ウィンド Vol.2
時間：50分 収録話：第4・5話 ASIN B000PD2FLO
シャイニング・ティアーズ・クロス・ウィンド Vol.3
時間：50分 収録話：第6・7話 ASIN B000PD2FLY
シャイニング・ティアーズ・クロス・ウィンド Vol.4
時間：50分 収録話：第8・9話 ASIN B000PD2FM8
シャイニング・ティアーズ・クロス・ウィンド Vol.5
時間：50分 収録話：第10・11話 ASIN B000PD2FMI
シャイニング・ティアーズ・クロス・ウィンド Vol.6
時間：50分 収録話：第12・13話 ASIN B000PD2FMS